# Tony Bellew
Anthony "Tony" Bellew (født 30. november 1982 i Liverpool, Merseyside, England) er en britisk professionel bokser, der har været WBC-cruiservægt siden 2016. Han var tidligere Commonwealth letsværvægts-mester fra 2010 til 2011, Britisk-letsværvægts-mester fra 2011 til 2014 og Europamester i cruiservægt fra 2015 til 2016. Som amatørbokser blev Bellew 3 gange Engelsk sværvægtsmester. Han fik sin skuespillerdebut som birolle i boksefilmen Creed fra 2015.